# يوسف ندرخاني
يوسف نادرخاني (بالفارسية: یوسف نادرخانی) هو قسيس بروتستانتي إيراني من مواليد عام 1977 من مدينة رشت في محافظة كيلان شمال إيران. اعتنق المسيحية عندما كان يبلغ التاسعة عشرة من عمره، وعمل منذ عام 2000 كقسيس لكنائس منزلية عدة غير مرخص لها، اعتقل عام 2009 وحكم عليه بالإعدام بتهمة الارتداد عن الإسلام عام 2010.

## اعتقاله
اعتقل في ديسمبر/كانون الأول عام 2006 بتهمة الارتداد عن الإسلام والتبشير بالمسيحية وأطلق سراحه حينها بعد أسبوعين من الاحتجاز. في عام 2009 أعلنت الحكومة الإيرانية عن فرض تعليم القرآن على جميع الطلبة الإيرانيين بما في ذلك غير المسلمين من مسيحيين وغيرهم فذهب يوسف نادرخاني لمدرسة أبناءه دانيال (تسعة أعوام) ويوئيل (سبعة أعوام) في مدينة رشت ليبدي اعتراضه مستنداً في ذلك على دستور الجمهورية الإسلامية لعام 1979 الذي يكفل حرية العبادة «لأهل الكتاب»، اعتقلت الشرطة السرية القسيس في مساء ذلك اليوم وبتاريخ 12 أكتوبر من العام نفسه مَثُل نادرخاني لأول مرة أمام المحكمة واتهم بالردة وبالخروج عن الإسلام.

## محاكمته
حكمت عليه محكمة الاستئناف بالإعدام في عام 2010، وصدر عن المحكمة الإيرانية العليا احتمال إلغاء حكم الإعدام عن نادرخاني في حال تخليه عن الدين المسيحي إلا أن هذا الأخير رفض العرض بحسب تصريحات لمحاميه. ووفقاً لرأي مايكل ناظر علي وهو أسقف أنجليكاني مقيم في المملكة المتحدة فأن الحكم الصادر بحق نادرخاني نابع من قلق السلطات الإيرانية من ظاهرة انتشار الكنائس المنزلية في البلاد وقد تكون الغاية منه جعل القس «عبرة لمن يعتبر»، بينما صرحت شخصيات مسؤولة لوكالة الأنباء الإيرانية فارس بأن التهم التي حوكم بموجبها القسيس ليست دينية ولكنها تتعلق بجرائم أخرى ارتكبها كالاغتصاب والابتزاز المتكرر إضافة لمخالفات أمنية. تناقض هذه الادعاءات نشرة موجزة من عام 2010 تعود للمحكمة العليا الإيرانية حصلت عليها شبكة سي إن إن الإخبارية من المركز الأمريكي للقانون والعدالة وتمت ترجمتها من نسختها الأصلية باللغة الفارسية من قبل اتحاد الطلاب الإيرانيين في واشنطن، تقول هذه النشرة: «السيد يوسف نادرخاني بن بيروم البالغ 32 من عمره، متزوج من مواليد رشت في محافظة كيلان، تمت إدانته بسبب إدارة ظهره للإسلام الدين العظيم نبوة محمد عندما كان عمره 19 عاماً» وتتابع النشرة بأنه خلال محاكمته أنكر نبوة محمد وأنكر سلطة الإسلام «وهو (نادرخاني) قد شهد بأنه مسيحي ولم يعد مسلماً. وخلال عدة جلسات في المحكمة بحضور وكيله والقاضي تم الحكم عليه بالإعدام شنقاً وفقاً للمادة الثامنة من كتاب تحرير الوسيلة». دافع يوسف نادرخاني عن نفسه أمام المحكمة مؤكداً على براءته من حيث أنه لم يكن يوماً ممارساً للإسلام وعليه فأنه باعتناقِه المسيحية لم يتخلَ عن الدين الإسلامي، إلا أنه تقرر تثبيت التهمة ضده بعد الشك بأنه كان مسلماً ممارساً عندما بلغ الخامسة عشر من عمره ومن حيث أنه ينحدر من عائلة مسلمة.
في يونيو 2011 أقرت المحكمة الإيرانية العليا حكم الإعدام ضد ندرخاني وقررت إعطاءه أربع فرص ليترك المسيحية ويعود للديانة الإسلامية من جديد، وعقدت من أجل ذلك جلسات استماع في 25 و 26 سبتمبر وفي 4 و 5 أكتوبر 2011. يُذكر أنه محامي دفاعه محمد علي ضحاك قد اعتقل هو نفسه في يوليو/تموز 2011 وصدر بحقه حكم بالسجن لمدة تسع سنوات (قام باستئنافه) بتهمة العمل والتحريض ضد النظام الإسلامي. بحسب وزارة الخارجية الأمريكية في حال تم إعدام يوسف نادرخاني فأن ذلك سيكون أول تنفيذ لحكم إعدام بتهمة الارتداد عن الإسلام في إيران منذ عام 1990.

## ردود الفعل الدولية
تسبب حكم الإعدام بحق يوسف ندرخاني بموجة من النقد والإدانة الدولية وخصوصاً من قبل الولايات المتحدة الأمريكية، فقد أعربت وزيرة الخارجية الأمريكية هيلاري كلينتون عن قلقها الكبير إزاء مصير نادرخاني وعن القمع الذي يتعرض له الشعب الإيراني وأتباع الأقليات الدينية كالصوفية والزرادشتية والبهائية، بينما سلم من جهته مكتب المستشارة الألمانية أنغيلا ميركل المبعوث الإيراني في برلين مذكرة احتجاج على قرار الحكم بالإعدام على القسيس يوسف بدرخاني مطالبة بوقف تنفيذ هذا الحكم بشكل عاجل ، وطالب كذلك ويليام هيغ وزير الخارجية البريطاني بإسقاط الحكم مثنياً على «شجاعة» القسيس ندرخاني، وعلى موقعها الإلكتروني أعلنت بدورها وزارة الخارجية الفرنسية عن قلقها البالغ من الحكم الصادر بحق نادرخاني لتغييره ديانته، معتبرةً هذا الحكم اعتداءً على الاتفاقية الدولية للحقوق المدنية والسياسية والتي وقعت عليها إيران بشكل حر، واعتداء على الدستور الإيراني الذي يكفل حرية الدين والاعتقاد. وفي يوم الجمعة 30 سبتمبر 2011 حثت كاثرين آشتون ممثلة الاتحاد الأوربي لشؤون السياسة الخارجية، حثت إيران على احترام التزاماتها الدولية بما يختص حقوق الإنسان وناشدت سلطات البلاد على عدم تنفيذ حكم الإعدام بحق القسيس ندرخاني مطالبةً بإطلاق سراحه فوراً ودون شروط.

## روابط خارجية
- نسخة مترجمة غير رسمية من قرار الحكم بالإعدام بحق يوسف ندرخاني (باللغة الإنجليزية) من موقع فوكس نيوز